# Саллі Тейлор (телеведуча)
Саллі Тейлор МБЕ (народилася 24 лютого 1957 р., Редінг, Беркшир, Англія) — англійська журналістка та ведуча, найвідоміша для представлення BBC South Today .
Вона відвідувала школу абатства, читання, незалежну школу.
Перш ніж почати свою кар'єру в якості ведучого та журналіста, вона була викладачем англійської мови в Коледжі Вінстанлі, Лестер.
Вона представила South Today, провідну програму новин BBC South, починаючи з 1987 року. Тейлор також пише щотижневу колонку в « Южном ежедневном эхо» . Вона проводила суботнє ранкове шоу на Радіо Солент протягом багатьох років — до лютого 2011 року.
У 2003 році Тейлор успішно замінила ведучого погоди Доркаса Генрі, коли він впав у прямому ефірі.
Тейлор вела дебати Південня Сьогодні на BBC One з Нага Манчетті 9 вересня 2010 року.
Вона була нагороджена MBE (член ордена Британської імперії) за списком нагородження Королеви 2005 року за свої послуги регіональному радіомовленню. У жовтні 2015 року їй було присвоєно звання почесного доктора за визнання її роботи в радіомовленні та за співпрацю з місцевими благодійними організаціями університету Вінчестера. Її характеризують як «найвищого журналіста і того, кому ви можете довіряти, щоб розповісти вам новини без побоювання чи прихильності»
Тейлор брала участь у монологах «Вагіна» під час виступу у Великій Британії в Театрі Майфлоутера Саутгемптона у 2010 році.